# Carmen Ion
Carmen Ion (n. 20 mai 1968, Focșani, Vrancea, România) este profesoară de limba și literatura română la Colegiul Național Pedagogic „Spiru Haret“ Focșani, fondatoarea Asociației „Grow Up Project” și inițiatoarea festivalului de book-trailere ”Boovie”. Aceasta este absolventă a Facultății de Filologie București, promoția 1991. 
A devenit cunoscută după un articol scris de jurnalista Codruța Simina, care reliefa metodele moderne aplicate la orele profesoarei. Apoi avea să fie scoasă în evidență de Digi24 și mai ales de jurnalista Pro TV Paula Herlo, în reportajul din cadrul emisiunii România, te iubesc!. Subiectul comun al reportajelor este metoda inedită de predare și mai ales ideea ce în 2015 era un imbold pentru elevi să citească, iar în anul 2019 a devenit cel mai mare concurs extrașcolar din România - „Boovie”, un festival de book-trailere a cărui ediție a IV-a din 2019, din 17-19 mai de la Focșani, a pus la bătaie zece cărți scrise de autori români punctând astfel Centenarul românesc și prin citit și cunoașterea literaturii române, atât cea clasică dar mai ales cea contemporană.
Începând din 2023, locația festivalului s-a schimbat (până la acel moment, Focșaniul era orașul-gazdă). Astfel, edițiile VIII (2023) și IX (2024) ale ”Boovie” au avut loc la Brașov, respectiv Iași. Festivalul a căpătat o și mai mare apreciere la nivel național odată cu desfășurarea sa în orașe importante.
Inspirația venită din flerul unui cititor iscusit a făcut ca una din cărțile puse în concurs pentru trailer să fie chiar la baza trailerului câștigător al Marelui Premiu Boovie 2019, Vara în care mama a avut ochii verzi a cărei autoare, Tatiana Țîbuleac, avea să fie la doar câteva zile declarată unul din cei 14 câștigători ai Premiului Uniunii Europene pentru Literatură din 2019.
„În sală se află o profesoară din Focșani, Carmen Ion, care a venit cu elevii la Cluj, la filme. Acasă, ea organizează un festival de trailere inspirate din cărți”, spunea directorul TIFF, Tudor Giurgiu, pe scena galei de final de festival TIFF 2018, în 2019, pentru a doua oară consecutiv, alături de echipa câștigătoare a marelui Premiu Boovie 2019, Carmen Ion fiind din nou în atenția și programul renumitului festival internațional de film desfășurat de 18 ani la Cluj.
Dacă toamna lui 2018 a găsit-o în Helsinki la Dare to learn, un eveniment dedicat educației, revoluționării procesului de învățare, în toamna lui 2019, ca recunoaștere a abordării moderniste și integrate în era digitală în ce privește metodele și strategiile alternative educaționale, Carmen Ion a fost invitată de Comisia Europeană să-și prezinte activitatea și metodele alături de profesori din alte state europene în cadrul unui panel cu tema „Mai multă cultură în clasă: rezultate mai bune, mai multă incluziune“ (“More culture in the classroom: better results more inclusion.”) la Centru de Conferințe The Square din Bruxelles în cadrul celei de-a doua ediții a Sumitului European de Educație (European Education Summit) din 26 septembrie, ediție cu focus pe profesor și procesul de predare.

## Scurte caracterizări
„ ... profesorul care îndrăgește cărțile și care nu s-a lăsat până nu a găsit diferite metode, care mai de care mai creative, pentru a-i face pe elevi să vadă cărțile pe care le citesc din perspective diferite și să se îndrăgostească de actul de a citi în sine. Carmen este extrem de amuzantă, deschisă, caldă și cu o înclinație naturală spre a povesti.”
„Carmen Ion este un model, un exemplu că educația poate arăta altfel și în România. A avut curajul să aducă metodele de predare în era digitală și vrea să facă din Boovie un festival național. Pentru ca elevi din toată țara să descopere bucuria cititului.”